# 624-й скоростной бомбардировочный авиационный полк
624-й скоростной бомбардировочный авиационный полк — воинское подразделение вооружённых СССР в Великой Отечественной войне.

## История
Полк сформирован в 1941 году, был вооружён скоростными бомбардировщиками СБ.
В составе действующей армии во время ВОВ c 27 декабря 1941 по 21 июня 1942 года.
С 27 декабря 1941 года действует в интересах Северо-Западного фронта в районах Старая Русса, Демянск и близлежащих. В июне 1942 года отведён в тыл на переформирование и укомплектование, и в июле 1942 года на аэродроме Кинель-Черкассы переформирован в 624-й штурмовой авиационный полк.

## Полное наименование
- 624-й скоростной бомбардировочный авиационный полк

## Подчинение
| Дата            | Фронт (округ)         | Армия | Корпус | Дивизия (бригада)                 | Примечания |
| --------------- | --------------------- | ----- | ------ | --------------------------------- | ---------- |
| 01.01.1942 года | Северо-Западный фронт | -     | -      | 6-я смешанная авиационная дивизия | -          |
| 01.02.1942 года | Северо-Западный фронт | -     | -      | 6-я смешанная авиационная дивизия | -          |
| 01.03.1942 года | Северо-Западный фронт | -     | -      | -                                 | -          |
| 01.04.1942 года | Северо-Западный фронт | -     | -      | -                                 | -          |
| 01.05.1942 года | Северо-Западный фронт | -     | -      | -                                 | -          |
| 01.06.1942 года | Северо-Западный фронт | -     | -      | -                                 | -          |
| 01.07.1942 года | Резерв Ставки ВГК     | -     | -      | -                                 | -          |

## Командиры
- В. А. Кожевников, капитан, 1941
- Александр Иванович Кузьмин, майор, с 09.02.1942